# Joseph Kagimu
Joseph Kagimu (ur. 5 czerwca 1945) – ugandyjski hokeista na trawie, uczestnik Letnich Igrzysk Olimpijskich 1972.
Na igrzyskach w Monachium, Kagimu reprezentował swój kraj w pięciu spotkaniach przeciwko ekipom: Malezji (3-1 na korzyść Malezji), Argentyny (0-0), RFN (1-1), Belgii (porażka 0-2) i Hiszpanii (2-2); nie strzelił w nich jednak żadnego gola. W klasyfikacji końcowej, jego drużyna zajęła przedostatnie 15. miejsce, wyprzedzając jedynie reprezentację Meksyku.